# George Graham (football)
Pour les articles homonymes, voir George Graham.
George Graham est un footballeur écossais né le 30 novembre 1944 à Bargeddie, Lanarkshire.

## Biographie

### Joueur
Bien qu'écossais, il a joué au football exclusivement en Angleterre. D'abord à Aston Villa en 1961, à l'âge de 17 ans. Il y passa 3 saisons mais ne disputa que 8 matchs dont la finale de la League Cup perdue en 1963 contre Birmingham City.
Il signa ensuite pour le Chelsea FC en juillet 1964, et il inscrivit 35 buts en 72 matchs. À la suite d'un transfert de 75 000 livres, il rejoignit Arsenal FC sous les ordres de Bertie Mee en 1966. Il sera transféré en décembre 1972 à Manchester United pour 120 000 livres.
Il a disputé 12 matchs sous le maillot de l'équipe d'Écosse.

### Manager
Après sa retraite en tant que joueur, il devint le coach de Crystal Palace puis QPR. En 1982, Graham fut nommé manager de Millwall FC, et de son ancien club en 1986. Arsenal n'avait pas gagné de trophée depuis 1979, mais avec Graham, le club remporta 2 championnats, deux League Cups, une FA Cup et la Coupe d'Europe des vainqueurs de coupes en 8 ans.
Malgré ces résultats, il fut congédié d'Arsenal le 21 février 1995, après que l'on eut découvert qu'il avait touché 425 000 livres dans des transactions illégales d'un agent norvégien Rune Hauge dans le but de faire signer 2 joueurs: Pål Lydersen et John Jensen. Il fut banni de la fédération d'Angleterre de football pendant une année.
Il revint au football en septembre 1996 en tant qu'entraîneur de Leeds United.
En 1999, il remporte la League Cup avec Tottenham.

## Palmarès

### Joueur
| Aston Villa FC                    | Chelsea FC (1)                    | Arsenal FC (3) |
| --------------------------------- | --------------------------------- | --- |
| - League Cup : - Finaliste : 1963 | - League Cup : - Vainqueur : 1965 | - Championnat d'Angleterre : - Champion : 1971 - FA Cup : - Vainqueur : 1971 - Finaliste : 1972 - League Cup : - Finaliste :1968 et 1969 - Coupe des villes de foires : - Vainqueur : 1970 |

### Manager
| Millwall FC                                   | Arsenal FC (5) | Tottenham (1)                     |
| --------------------------------------------- | --- | --------------------------------- |
| - Football League Trophy : - Vainqueur : 1983 | - Championnat d'Angleterre : - Champion : 1989 et 1991 - FA Cup : - Vainqueur : 1993 - League Cup : - Vainqueur : 1987 et 1993 - Finaliste : 1988 - Charity Shield : - Vainqueur (partagé) : 1991 - Finaliste : 1989 et 1993 - Coupe des Coupes : - Vainqueur : 1994 - Supercoupe de l'UEFA : - Finaliste : 1994 - EFL Trophée du Centenaire : - Vainqueur : 1988 | - League Cup : - Vainqueur : 1999 |

### Distinction personnelle
- Entraineur du mois de novembre 1997 dans le championnat d'Angleterre de Football.
- Scottish Football Hall of Fame en 2015